# علاوة زرماني
علاوة زرماني فنان وممثل سنيمائي ومسرحي، ولد في مدينة قسنطينة عاصمة الشرق الجزائري، تقمص عدة أدوار عبر مسيرته الفنية في مسرح قسنطينة الجهوي أو عبر محطة التلفزيون بقسنطينة. تزوج من الفنانة يمينة، وأنجبا 5 أولاد.

## مشواره الفني
لعب عدة أدوار سينمائية ومسرحية نذكر منها 

### في السينما
- - أعصاب وأوتار.
- - جحا.
- - ريح تور.
- -ناس الحومة 2007 لعمار محسن
- -أشواك المدينة 2008 في دور يوسف

### في المسرح
- - الحوات والقصر: المقتبسة من رواية الطاهر وطار
- - عيسى تسونامي.
- - عرس الذيب: لعمار محسن